# ケプラー18c
ケプラー18c｛英語: Kepler-18c）は地球から見てはくちょう座の方向に約1,430光年離れたG型主系列星、ケプラー18を公転している太陽系外惑星である。

## 特徴
| 海王星 | ケプラー18c |
| ------ | ----------- |
| 海王星 | Exoplanet   |

質量は地球の17.3倍、半径は地球の5.49倍であり、このことからケプラー18cは海王星クラスのガス惑星とされている。ケプラー18cの軌道長半径は地球と太陽間の距離の約13分の1にあたる0.0752 auしかなく、公転周期は約7.6日と短い。ケプラー18cがケプラー18の手前を通過する場合、地球から見た時の光度が0.2286%減光し、約3.488時間ほど継続される。